# Église Saint-Pierre de Lesgor
 (février 2022).
Cette forteresse est fermée mais se visite en prenant rendez-vous quelques jours avant. Pour cela, contactez le 0615584508.  
L'église Saint-Pierre de Lesgor est un lieu de culte catholique du XIIe siècle situé dans la commune de Lesgor, dans le département des Landes, en France. Cette église fortifiée est remarquable par son architecture massive et son donjon, qui rappellent son double rôle cultuel et défensif. 

## Histoire

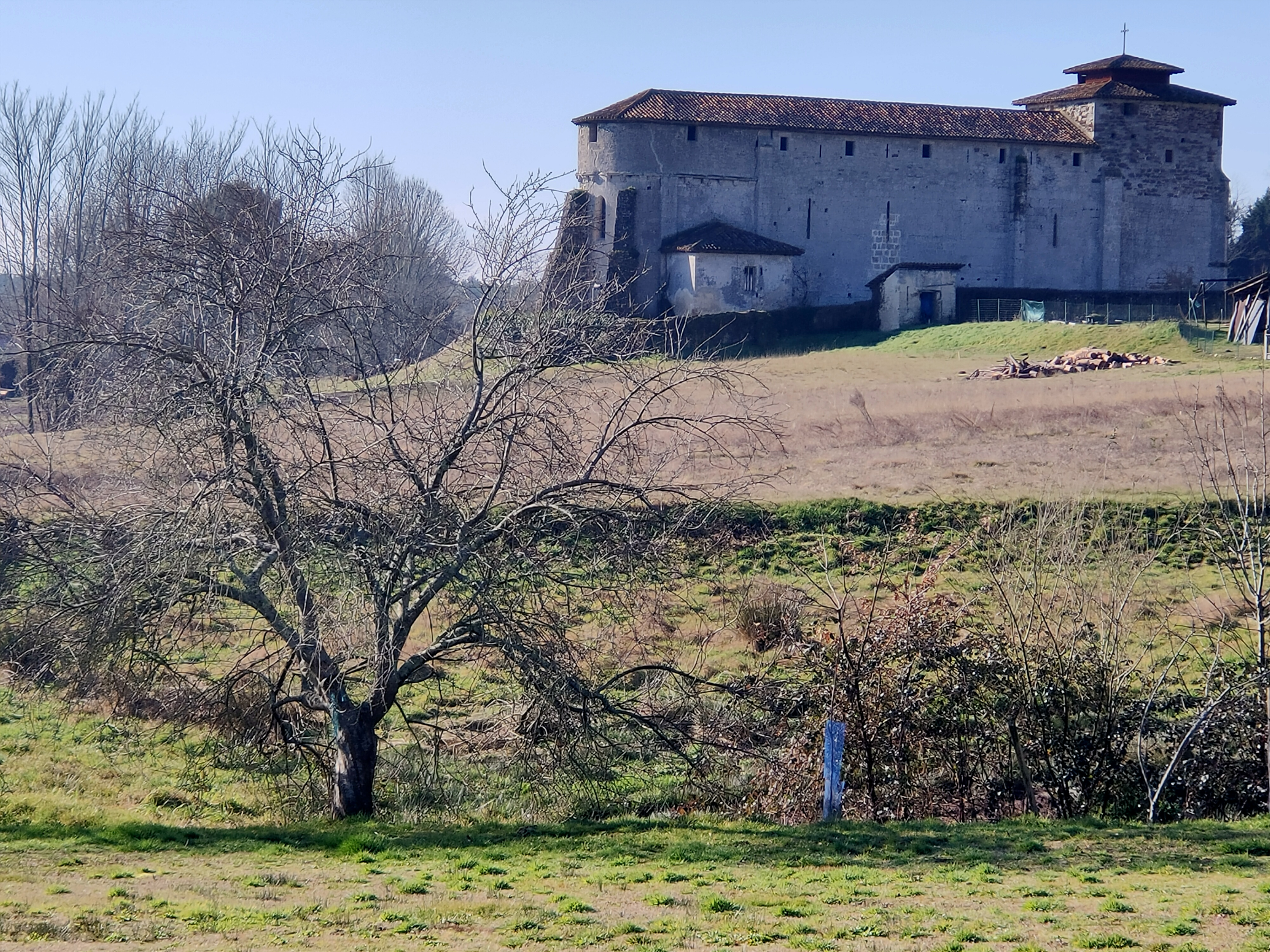
L'église côté nord, le chemin de ronde et ses archères

L'église est construite au XIIe siècle en 1120. L'Aquitaine devint anglaise en mai 1152 par le mariage d'Aliénor d'Aquitaine avec Henri Plantagenêt, Duc de Normandie, Comte d'Anjou et du Maine, qui devint roi d'Angleterre en 1154 sous le nom de Henri II. La Guerre de Cent Ans opposant Anglais et Français débute en 1337, les églises s'arment alors pour se défendre.
Juchée sur un promontoire, l'église est une bastille que les Anglais fortifieront. Ses murailles sont surélevées, la tour carrée devint un donjon (avec contreforts à triple retrait et à larmiers) chargé de défendre la porte, unique point d'accès à l'édifice. Les archères simples ou cruciformes ainsi que le chemin de ronde rappellent l'aspect défensif du lieu. En 1453 l'armée anglaise est battue à Castillon (Gironde) et clos la guerre de Cent Ans, l'Aquitaine redevient française.
L'église a été attaquée et brûlée durant les guerres de religion en 1569 par les protestants de Montgomery.
La tour est rehaussée au XIVe siècle en garluche, comme en témoigne la différence de couleur de pierre. La porte ogivale du XIVe était protégée par une bretèche.
Le mur sud possède cinq contreforts romans qui épaulent la nef. Les quatre fenêtres de 1,5 mètre de haut sur 0,2 mètre de large étaient très étroites, typiques de l'architecture romane. Au XVe siècle, la paix étant revenue, une fenêtre gothique est alors construite.
L'église est inscrite au titre des monuments historiques depuis le 28 septembre 1970.
La restauration intérieure de l'édifice fut effectuée en 1990. Le maître-autel de marbre blanc des Pyrénées est remarquable. Un trou creusé dans le mur derrière l'autel aurait été le départ d'un ancien souterrain permettant aux assiégés d'aller chercher de l'eau la nuit dans le ruisseau en contrebas.

## Éléments d'architecture
Dans le chevet, 2 fenêtres éclairent l'abside. Quelques modillons érodés par le temps subsistent.
Le mur nord présente des meurtrières rectangulaires, des archères droites ou cruciformes et une archère canonnière. 
Dans le porche, le judas de la porte donnant sur la nef prouve bien la nécessité de se barricader. La porte de 1730 donnant sur l'extérieur a été remisée à l'étage près des cloches. La porte actuelle a été refaite en 2018.
Deux vitraux, dont l'un fut fabriqué par la maison Bergès de Toulouse au tout début du XXe siècle, représentent  Saint Jean avec le calice d'où sort le serpent et Saint Pierre, le patron de Lesgor. 

## Visite
Les informations pour la visite sont sur la page de l'office de tourisme du Pays Tarusate. 